# الحرب الأهلية السودانية الأولى
الحرب الأهلية السودانية الأولى المعروفة أيضا باسم أنانيا (أي سم الأفعى) أو تمرد أنانيا صراع كان دائرا بين أعوام 1955 إلى 1972 بين الجزء الشمالي من السودان والجنوبي منه التي طالبت بمزيد من الحكم الذاتي الإقليمي.
يعتقد بأن ضحايا الحرب خلال 17 عاما من الحرب أكثر من نصف مليون، ويمكن تقسيم هذه الحرب إلى ثلاث مراحل: الأولى هي حرب العصابات ثم الأنانيا وحركة تحرير جنوب السودان. ومع ذلك، فإن الاتفاق الذي أنهى القتال في 1972 فشل تماما في تبديد التوتر الذي تسبب في نشوب الحرب الأهلية، مما أدى إلى إطلاق شرارة الصراع بين الشمال والجنوب خلال الحرب الأهلية السودانية الثانية (أو حرب أنانيا الثانية) (1983—2005).

## أصول النزاع
حتى 1946، الحكومة البريطانية, بالتعاون مع الحكومة المصرية تحت سيادة مشتركة، أدارتا جنوب السودان وشمال السودان كمناطق منفصلة عن بعضهما البعض. في هذا الوقت، تم دمج المنطقتين في منطقة إدارية واحدة كجزء من الاستراتيجية البريطانية في الشرق الأوسط و تم هذا دون استشارة من القادة الجنوبيين الذين كان لهم شعور بالخوف من انتقال جزء كبير من السلطة إلى نظرائهم الشماليين. في الغالب كان يسكن جنوب السودان المسيحيون والوثنيون و هو يعتبر ثقافيا جزء من منطقة جنوب الصحراء الكبرى أما شمال السودان فأغلب سكانه مسلمون و يعتبر جغرافيا وثقافيا جزء من المنطقة العربية.
بعد فبراير 1953، وقع اتفاق من قبل المملكة المتحدة ومصر على منح الاستقلال للسودان لكن هذا ساهم في زيادة التوترات الداخلية في طبيعة العلاقة بين الشمال والجنوب. في 1 يناير 1956 أخد السودان الاستقلال وظهر أن قادة الشمال تراجعوا عن التزاماتهم بإنشاء الحكومة الاتحادية التي من شأنها أن تعطي الجنوب قدرا كبيرا من الحكم الذاتي.

## مسار الحرب

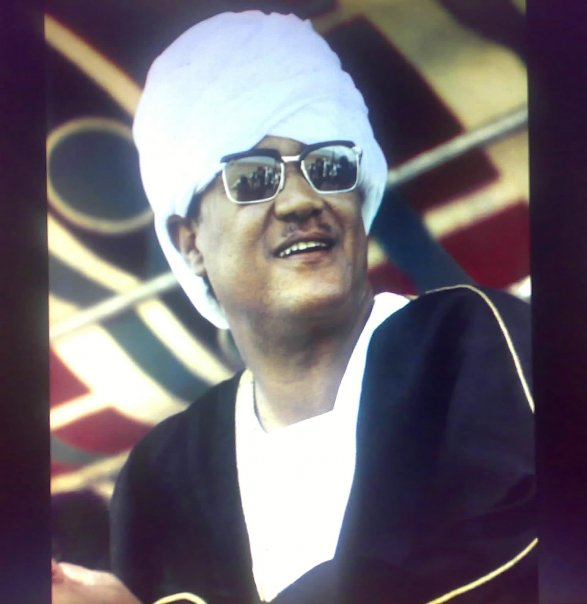
جعفر نميري، رئيس مجلس الوزراء

في 18 أغسطس 1955, تمرد أعضاء الإدارة البريطانية التي تسير فيلق قوات الدفاع الاستوائية في توريت و في الأيام التالية في جوبا، ياي ومريدي. الأسباب المباشرة للتمرد كانت محاكمة عضو جنوبي في الجمعية الوطنية السودانية وزعموا أن مذكرة اعتقالته كاذبة وهي حثت الإداريين الشماليين الذين يعملون في الجنوب إلى قمع الجنوبيين. في الأخير قمع التمرد, على الرغم من أن الناجين فروا من البلدات وبدؤوا تمردا غير منسق في المناطق الريفية بسوء تسليح وتنظيم وكانوا يشكلون خطرا قليلا فقط على القوة الاستعمارية البريطانية-المصرية أو الحكومة السودانية. المصادر في 1977 قالت أن الفترة من 1955 إلى 1963 كانت فترة من حرب العصابات للبقاء على قيد الحياة في جنوب السودان.
ومع ذلك، أنشأ المتمردين تدريجيا حركة انفصالية في 1955 تتكون من المتمردين والطلاب الجنوبيين. هذه المجموعات شكلت جيش عصابات الأنيانيا و عرفت أيضا باسم أنيانيا 1 بالمقارنة مع أنيانيا 2, التي بدأت في 1974 تمردها من حامية عسكرية في أكوبو. ابتداء من ولاية الاستوائية الوسطى في ما بين 1963 و1969، انتشرت حركة الأنيانيا في اثنين من المحافظات الجنوبية الأخرى: ولاية أعالي النيل وشمال بحر الغزال. ومع ذلك، أصيبت الحركة الانفصالية بشلل داخلي جراء الانقسامات العرقية. في ذلك الوقت، كان هناك أربعة ألوية مشاة من الجيش السوداني متمركزة في مقاطعة الاستوائية منذ 1955, تجري دوريات عسكرية بشكل مستمر.
لم تتمكن الحكومة من الاستفادة من نقاط ضعف المتمردين بسبب الطائفية وعدم الاستقرار. أول حكومة مستقلة في السودان, بقيادة رئيس الوزراء إسماعيل الأزهري, سرعان ما تم استبدالها من قبل تحالف من مختلف القوى المحافظة، التي بدورها، تم الإطاحة بها في انقلاب عسكرية بقيادة رئيس الأركان الجنرال إبراهيم عبود في عام 1958. أدى الاستياء من الحكومة العسكرية إلى موجة من الاحتجاجات الشعبية التي ساهمت في إنشاء حكومة مؤقتة في أكتوبر 1964. هذه الاحتجاجات كان هي المثول الأول للإسلامي حسن الترابي, الذي كان بعد ذلك زعيما طلابيا. بين 1966 و1969, سلسلة من الإسلاميين الذين هيمنوا على الشؤون الإداراية أثبتوا عدم قدرتهم على التعامل مع مشاكل التنوع العرقي و الصراع الاقتصادي في السودان. بعد ثاني انقلاب عسكري في 25 مايو 1969, أصبح العقيد جعفر نميري رئيس مجلس الوزراء وعلى وجه السرعة، حظر الأحزاب السياسية. أدت مكافحة الفصائل الماركسية وغير الماركسية و هي الطبقة العسكرية الحاكمة إلى انقلاب آخر في يوليو 1971 و إدارة قصيرة الأجل من قبل الحزب الشيوعي السوداني و مكافحة الفصائل الشيوعية وضع نميري مرة أخرى في كرسي الحكم و السيطرة على البلاد. في هذا العام نفسه, الألماني الوطني رولف شتاينر, الذي كان قد قدّم سرا المشورة للمتمردين، تم اعتقاله في كمبالا عاصمة أوغندا و تم ترحيله إلى الخرطوم حيث تمت محاكمته وحكم عليه بالموت شنقا على أن يخدم ثلاث سنوات في السجن قبل إعدامه لكن تم الإفراج عنه بعد مفاوضات وضغط من حكومة ألمانيا الغربية. بعدها غير جنوب السودان اسمه إلى جمهورية نهر النيل لاستكمال الحرب ضد الشمال بدعم من أوغندا وإسرائيل والإمبراطورية الإثيوبية حتى تدخل المجلس العالمي للكنائس ومجلس كنائس أفريقيا لعقد المفاوضات التي توجت بالتوقيع على اتفاق أديس أبابا في 1972 لكن هذا الأخير لم يصمد لإبعاد شبح الحرب الأهلية السودانية الثانية التي اندلعت في 1983.
قُتل حوالي 500.000 شخص، بحيث واحدا فقط من خمسة أشخاص كان يعتبر مقاتلا مسلحا، قتلوا في سبعة عشر سنة من الحرب و مئات الآلاف أجبروا على ترك منازلهم. أثبت اتفاقية أديس أبابا نفسها أنها فترة راحة مؤقتة فقط. أدت الخلافات التي مصدرها من الشمال إلى زيادة الاضطرابات في الجنوب في منتصف 1970, مما أدى في 1983 إلى تمرد الجيش مرة أخرى مما أثار الحرب الأهلية السودانية الثانية. في الجنوب لأول مرة بقيادة الزعيم الراحل أغري جادين، تغادر حركة تحرير جنوب السودان في عام 1969 بسبب النزاعات السياسية الداخلية. في نفس العام، انتخب جوردون موارتات ماين بالإجماع بوصفه الزعيم الجديد للجنوب. جنوب السودان في هذا الوقت غيّر اسمه إلى جمهورية نهر النيل لاستئناف الحرب ضد شمال السودان, ومع ذلك، بعض من قوات الزعيم السابق أغري جادين لم تقبل بزعيم من قبيلة الدينكا و حاربت حركة أنيانيا. في عام 1971, قامت قوات الجيش السابق بقيادة الملازم جوزيف لاغو بانقلاب ناجح ضد جوردون موارتات بمساعدة من إسرائيل التي تعهدت له بدعمه. بعد ذلك تجمع كل قوات حرب العصابات تحت راية حركة تحرير جنوب السودان (SSLM) مرة أخرى لاستئناف الحرب.

## ببليوغرافيا
- Assefa, Hizkias. 1987. Mediation of Civil Wars, Approaches and Strategies – The Sudan Conflict. Boulder, Colorado: Westview Press.
- Eprile, Cecil. War and Peace in the Sudan, 1955 – 1972. David and Charles, London. 1974. ISBN 0-7153-6221-6.
- Johnson, Douglas H. 1979. "Book Review: The Secret War in the Sudan: 1955–1972 by Edgar O'Ballance". African Affairs 78 (310):132–7.
- O'Ballance, Edgar. 1977. The Secret War in the Sudan: 1955–1972. Hamden, Connecticut: Archon Books. (Faber and Faber edition ISBN 0-571-10768-0).
- Poggo, Scopas Sekwat. 1999. War and Conflict in Southern Sudan, 1955–1972. PhD Dissertation, University of California, Santa Barbara.